# シジュウカラ
シジュウカラ（四十雀、Parus cinereus）は、シジュウカラ科シジュウカラ属に分類される鳥類。シジュウカラ科はカラ類とも言ったりする。
和名は地鳴きの「ジジジッ」が「シジュウ」に聞こえることに由来する説やスズメの40倍珍しいことに由来する説などがある。

## 分布
日本を含む東アジア、ロシア極東に分布する。
近縁種の通称ヨーロッパシジュウカラ（Parus major）が、ユーラシア中部・西部と北アフリカに生息する。アムール川流域では2種が交雑なしに共存している。
日本では4亜種が留鳥として周年生息する。

## 形態
全長は約14.5cm（13 - 16.5cm）で、スズメぐらいの大きさである。翼開長は約22 cm。体重は11-20g。以前の種小名 minor は「小さな」の意だが、シジュウカラ科の中では大型種である。現在の種小名 cinereus は「灰色の」という意味である。
体表を覆う羽毛は、上面は青味がかった灰色や黒褐色、下面は淡褐色である。頭頂は黒い羽毛で覆われ、頬および後頸には白い斑紋が入るが、喉から胸部にかけて黒い斑紋に分断され胸部の明色部とは繋がらない。喉から下尾筒（尾羽基部の下面）にかけて黒い縦線が入る。翼の色彩は灰黒色。大雨覆の先端に白い斑紋が入り、静止時には左右1本ずつの白い筋模様の翼帯に見える。
嘴の色彩は黒い。足の色彩は淡褐色。
オスは喉から下尾筒にかけての黒い縦線が、メスと比較してより太い。幼鳥はこの黒い線縦が細く不明瞭であり、また頬および下面に黄色みがある。
ユーラシア中部・西部の P. major は腹部が黄色いが、シジュウカラ P. minor の腹部は白い。また、イシガキシジュウカラなど日本の南部に生息する亜種では背の黄色みがなく、喉から胸部にかけての黒い斑紋は太いなど、他の亜種に比べて全体に黒っぽい。

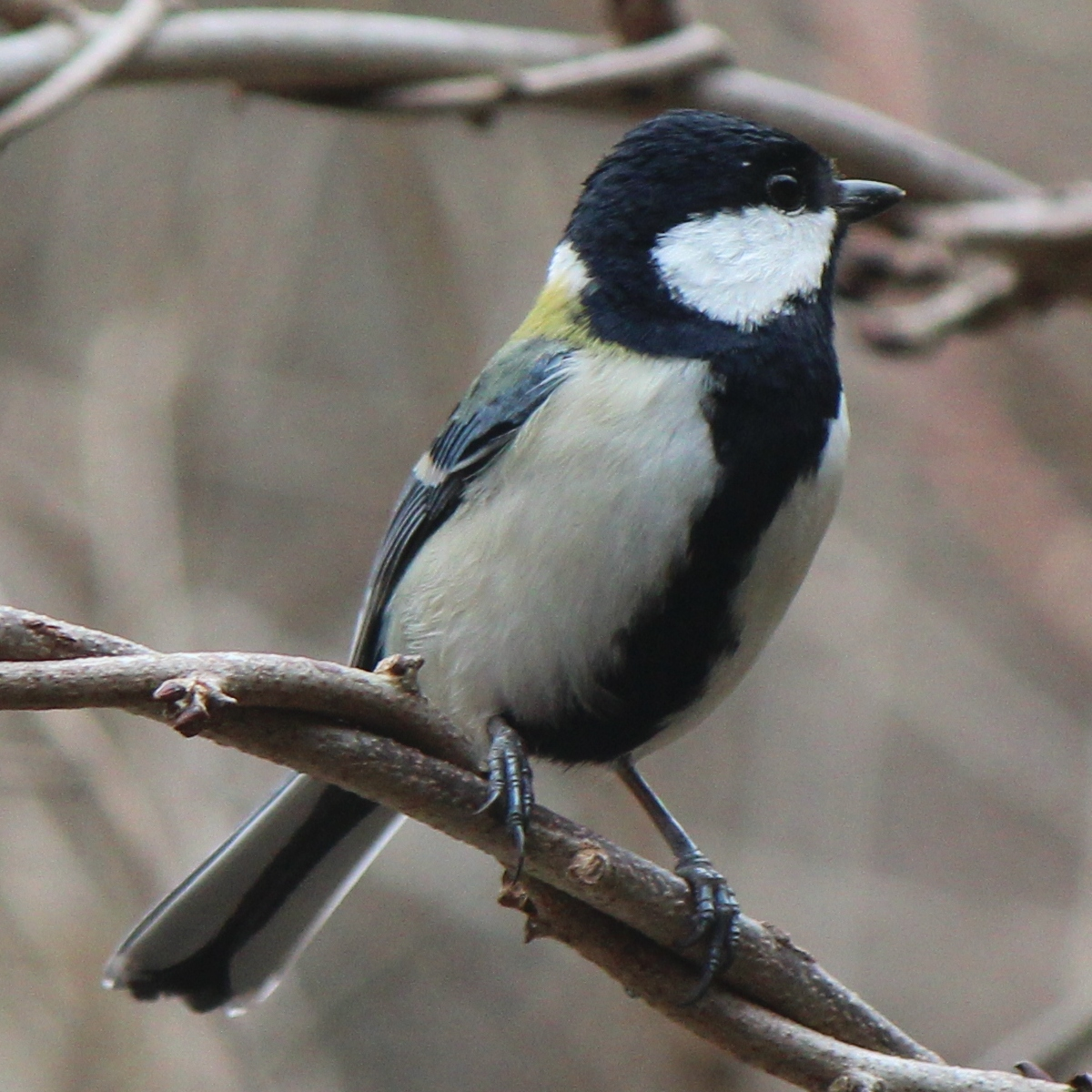
オス 下面の黒い縦線が太い
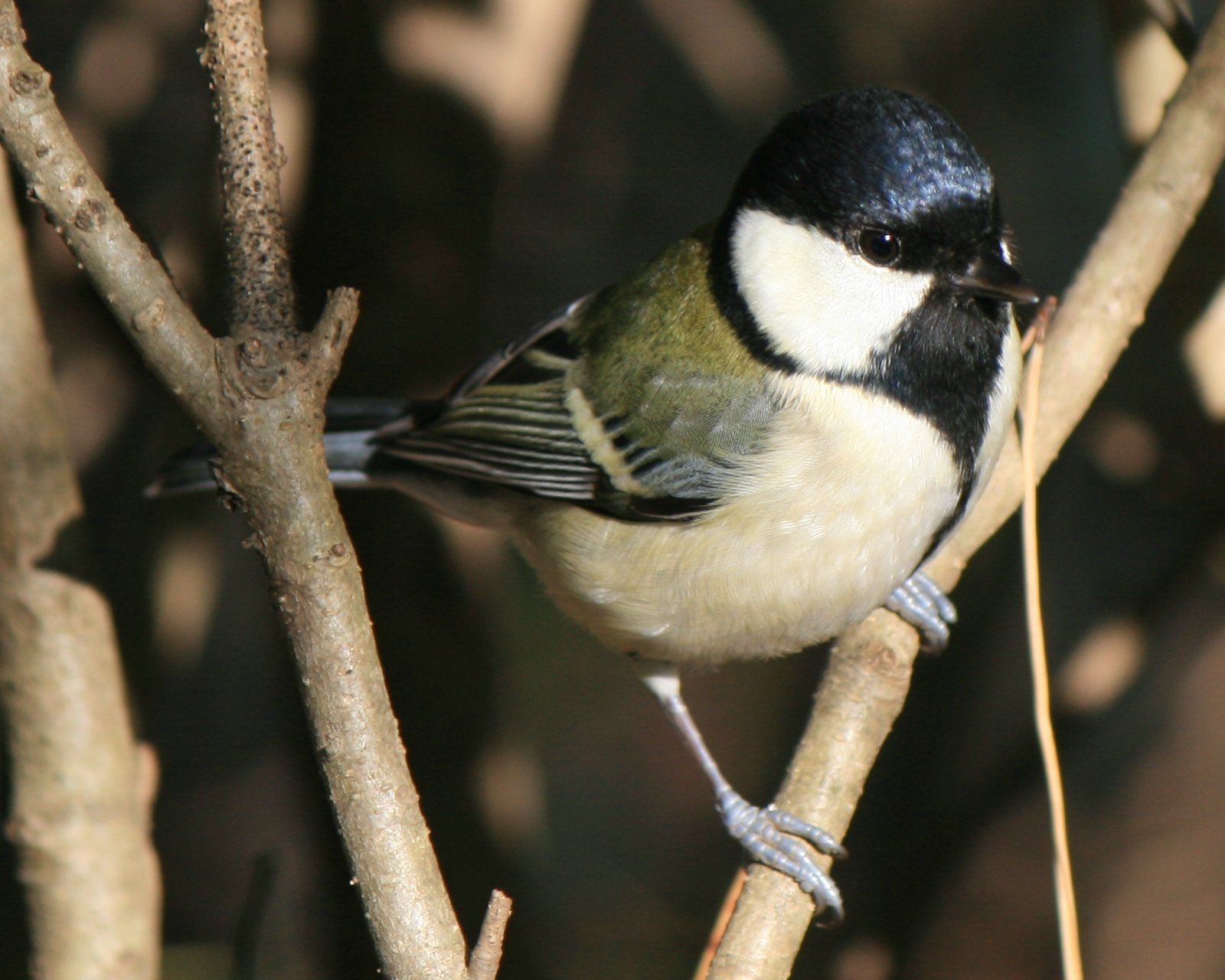
メス 下面の黒い縦線が細い
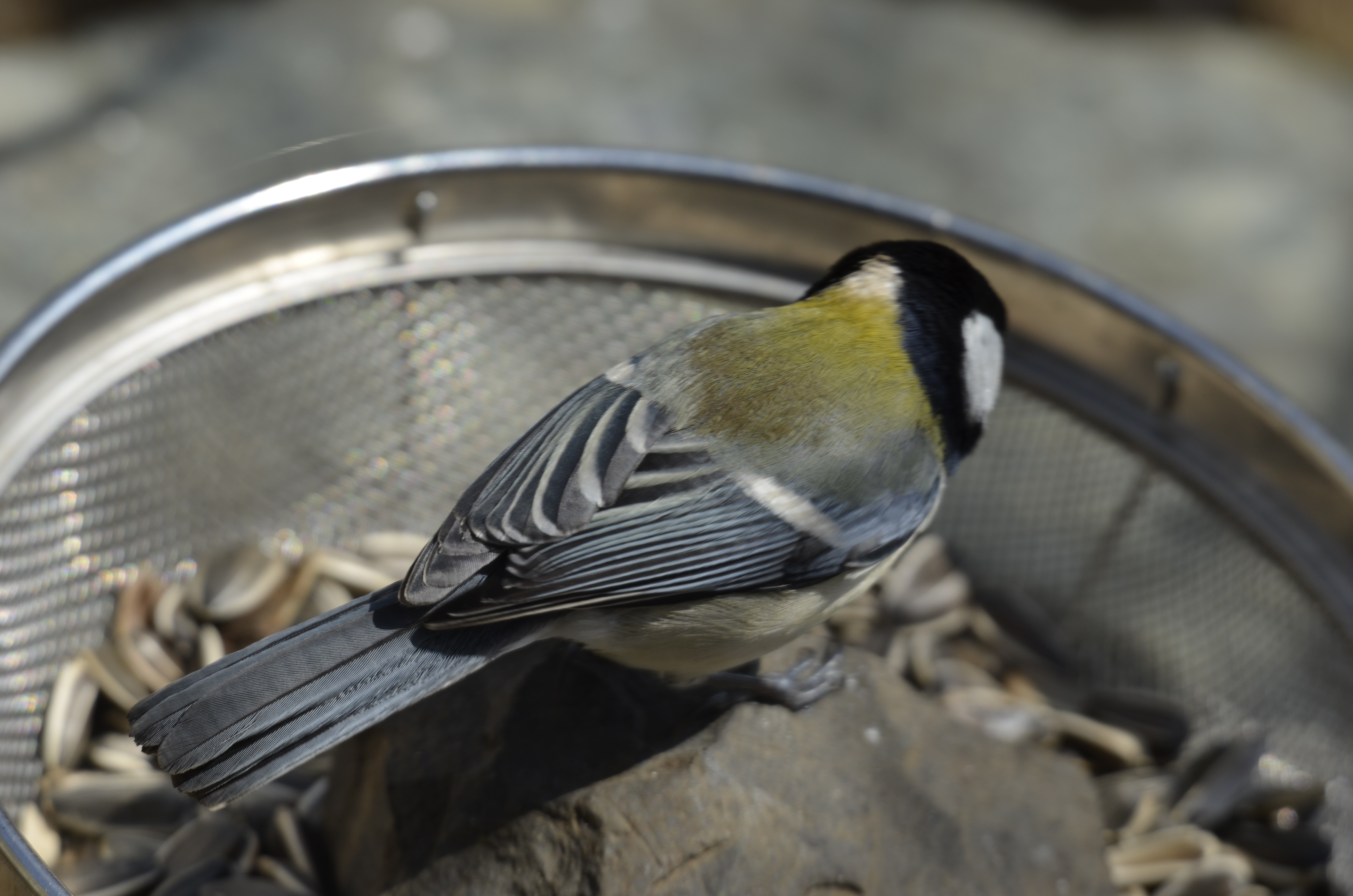
背中
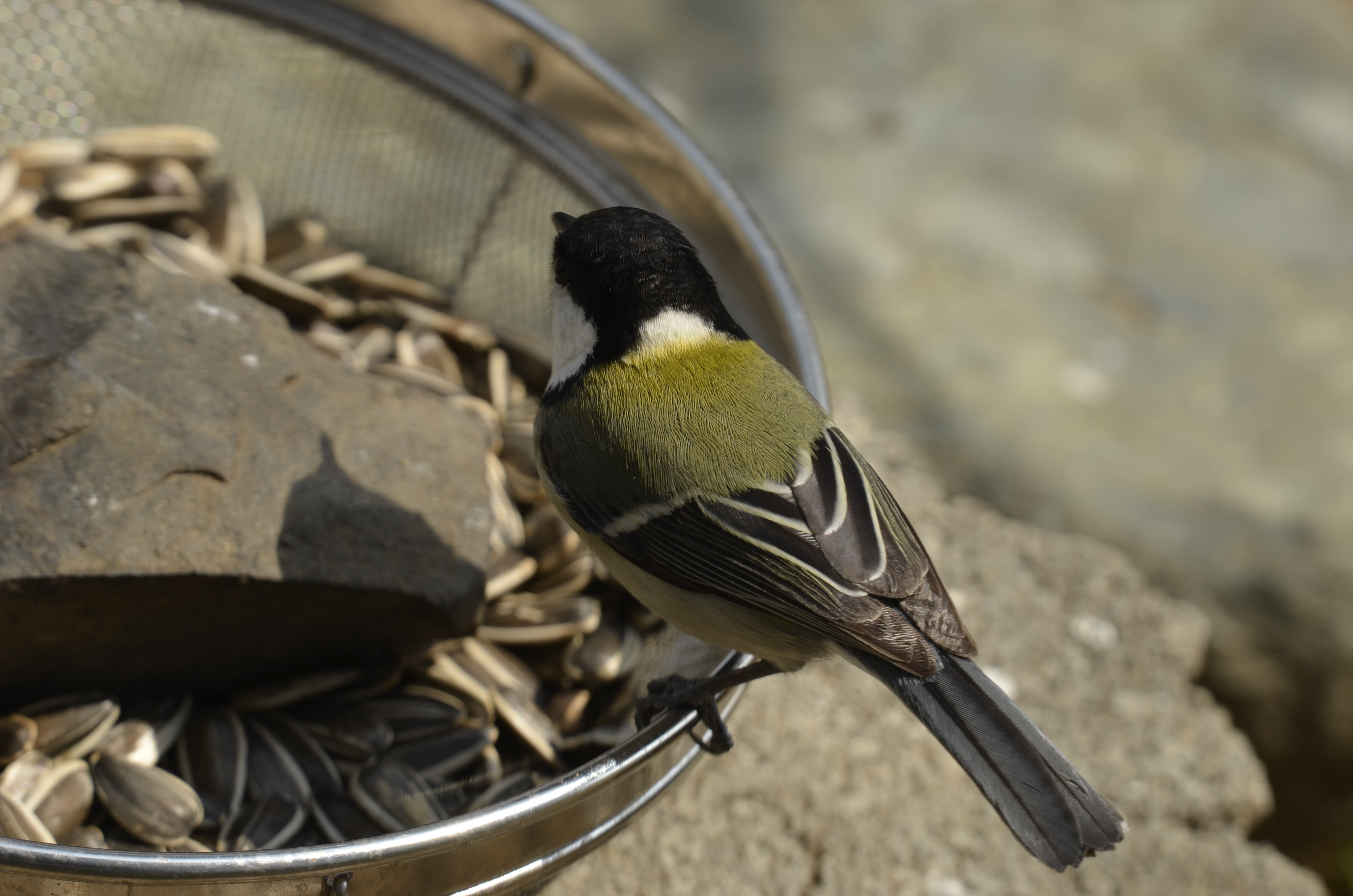
背中

## 生態
ごく普通に見られ、市街地の公園や庭などを含む平地から、標高の低い山地の林、湿原などに生息し、日本では小笠原諸島を除く全国に分布する。通常は渡りを行わないが、寒冷地に分布する個体や食物が少ない時には旅（同じ島内で移動すること）を行うこともある。非繁殖期の秋季から冬季には数羽から10数羽、ときに数十羽の群れとなり、シジュウカラ科の他種やメジロやコゲラなども含めた小規模な混群も形成する。
さえずりは甲高いよく通る声で、姿が双眼鏡を使っても見えないほどの遠くの距離で鳴いていても聞こえてくるくらい声量がある。高い木などに止まり、「ツイツイ」「ツーピツーピ」「ツィピーツィピーツィピー」「チュチュパーチュチュパー」「パチュパチュパチュパチュパチュパ」「ツーピピッ」「ヒヒヒ」「ジャージャー」など20種類ほどあり、同じさえずりを数回繰り返す。近くにいる天敵の種類（蛇か猛禽類かなど）により鳴き声の組み合わせを変えて仲間に警告するといった言語能力を持つとして、研究対象になっている（後述）。
例えば「警戒しろ」という意味の「ピーツピ」集まれという意味の「ヂヂヂヂ」を組み合わせて「ピーツピヂヂヂヂ」と鳴き、「警戒しながら集まれ」という意味に進化させたりする。このような例は200種類以上見つかっている。
食性は雑食で、果実、種子、昆虫やクモなどを食べる。地表でも樹上でも採食を行う。特に小型の節足動物、種子を好む。
色々な場所に巣を作る。それには樹洞やキツツキ類の開けた穴の内側、人為的に設置された巣箱などの地面にない穴に、メスが、主にコケやを組み合わせ、覆うように獣毛やゼンマイの綿、毛糸などを敷いた椀状の巣を作り、日本では4 - 7月におよそ7 - 10個の卵を年に1 - 2回に分けて産む。卵の大きさは1.55 - 1.85cm×1.25 - 1.40cmで、色は白色に小さな赤褐色や灰色の斑点がまばらにつく。メスのみが抱卵し、抱卵期間は12 - 14日。雛は孵化してから16 - 19日で巣立つ。
また巣立ってからも1ヶ月程親鳥行動して生きる術を学ぶ。

## 同類などとのコミュニケーション

### 動物言語学における鳴き声の研究
シジュウカラは、異なる鳴き声を使い分けて同種の他個体とコミュニケーションをとっており、鳴き声の組み合わせ、順番による「文法」があると推定され、言語学（動物言語学）の研究対象になっている。鈴木俊貴（2024年3月時点では京都大学所属）は2008年に長野県軽井沢町の森でシジュウカラの巣箱を見回っている時、蛇が樹上に這いあがって来るのに気付いたシジュウカラが「ジャージャー」という、他の外敵を警戒するのとは違う鳴き声を出していることに気づき、捕まえた蛇を他の巣箱に近づけて同じ鳴き声を出させて録音して流すなど実験や研究を重ねた。語順を変えると意味が通じないのか反応がなかった。シジュウカラは冬季にコガラと群れを成すこともあるが、鳴き声の異なるコガラとお互いにそれぞれの言語を学び合い理解することができる上、一部をコガラ語に変えた、ルー語のような文章でも文法（語順）があっていれば意味を理解できることも明らかになっている。鈴木によると、2024年時点で、シジュウカラが伝える「文」は200種類以上が判明している。
シジュウカラは警戒を告げる鳴き声を聴き取った際に、ただ機械的に周囲へ気を配るようになる訳ではなく、合図の意味を脳内でイメージを作り出して理解し直していることが判明している。
また低い音が多い場所（車通りが多い場所など）では鳴き声が高くなったりと、場所によって鳴き声が変わることも確認されている。
2016年、鈴木俊貴らのチームは、こうした研究結果を『ネイチャー コミュニケーションズ』に発表した。2020年にはNHK『ダーウィンが来た!』第635回でも放映された。こうした研究成果に対して当初は反論が相次いだが、多くの研究者がこれを文法のある言語を使っているものとして認めつつある。

### ジェスチャー
鈴木俊貴（2023年度からは東京大学先端科学技術研究センター所属）らの研究チームは、シジュウカラが翼をパタつかせて、つがいに巣箱・巣穴へ先に入るよう伝えるなどジェスチャーを使っているという研究成果を2024年3月25日公開の『Current Biology』オンライン版で発表した。ジェスチャーは従来、ヒトや類人猿のみに確認されていたが、研究が進めばシジュウカラを含めた他の動物も使っていることが解明される可能性がある。

## 分類
本種は、以前には Parus major（英: Great tit）と同一種とみなされ、Parus major の30以上の亜種の1つに分類位置づけられ、Parus major minor とされていた。シジュウカラは P. major の和名とされていた。
2005年に発表された分類研究により、Parus major は、Parus major、Parus minor、Parus cinereus の独立した3種に分割された。ただし、この新しい分類はまだ一般に普及しているとはいえず、鳥類図鑑などでは依然として、Parus major minor と表記されていることが多い。
さらに、その後の研究により、Parus major を3種ではなく、Parus major と Parus cinereus の2種に分ける説が提唱された。この説では Parus minor は Parus cinereus と同一種とみなされる。日本鳥類目録改訂第8版、IOC World Bird List v14.2、eBird/Clements Checklist v2024では、この説を採用し、本種の学名を Parus cinereus としている。ただし、バードライフ・インターナショナルでは2024年時点でも Parus major の分割を認めていない。
以下の分類・分布（日本産亜種は『日本産鳥類目録 改訂第8版』に従う）は IOC World Birdlist (v14.2) に、和名は『日本産鳥類目録 改訂第8版』に従う。
Parus cinereus decolorans Koelz, 1939
アフガニスタン北東部、パキスタン北西部
Parus cinereus ziaratensis Whistler, 1929
アフガニスタン中部、南部、パキスタン西部
Parus cinereus caschmirensis Hartert, EJO, 1905
アフガニスタン北東部、パキスタン北部、インド北西部
Parus cinereus planorum Hartert, EJO, 1905
インド北部からネパール、ブータン、バングラデシュ、ミャンマー中部、西部
Parus cinereus vauriei Ripley, 1950
インド北東部
Parus cinereus stupae Koelz, 1939
インド中部、西部、南東部
Parus cinereus mahrattarum Hartert, EJO, 1905
インド南西部、スリランカ
Parus cinereus templorum Meyer de Schauensee, 1946
タイ西部、中部、インドシナ半島南部
Parus cinereus hainanus Hartert, EJO, 1905
中国海南省
Parus cinereus ambiguus (Raffles, 1822)
マレー半島、スマトラ島
Parus cinereus sarawacensis Slater, HH, 1885
ボルネオ島
Parus cinereus cinereus Vieillot, 1818
ジャワ島、小スンダ列島（ティモール島を除く）
Parus cinereus minor Temminck & Schlegel, 1848 シジュウカラ
アムール川流域から朝鮮半島、中華人民共和国の長江流域・四川省にかけて。
日本（北海道、南千島、礼文島、利尻島、焼尻島、天売島、本州、飛島、粟島、佐渡、舳倉島〈旅鳥〉、隠岐、見島〈旅鳥〉、四国、九州、対馬、壱岐、五島列島〈時に繁殖〉、男女群島〈旅鳥〉、伊豆諸島〈大島、利島、新島、式根島、神津島、三宅島、御蔵島、八丈島、八丈小島〉）
P. m. artatus・P. m. kagoshimae・P. m. wladiwostokensis はシノニムとされる。
Parus cinereus amamiensis Kleinschmidt, 1922 アマミシジュウカラ
日本（奄美諸島〈奄美大島、徳之島、沖永良部島（偶発的）〉）
Parus minor commixtus Swinhoe, 1868
中華人民共和国南部、ベトナム北部
Parus cinereus dageletensis Kuroda & Mori, 1920
大韓民国（鬱陵島）
Parus cinereus nigriloris Hellmayr, 1900 イシガキシジュウカラ
日本（八重山諸島〈石垣島、西表島〉）
Parus minor nubicolus Meyer de Schauensee, 1946
タイ王国北部、ミャンマー東部、インドシナ半島北西部
Parus cinereus okinawae Hartert, 1905 オキナワシジュウカラ
日本（沖縄諸島〈沖縄島、屋我地島、座間味島〉）
Parus minor tibetanus Hartert, 1905
中華人民共和国中南部からチベット南部、ミャンマー北部
P. m. subtibetanus はシノニムとされる。

## 人間との関わり
石垣や民家などの隙間といった建築物にも営巣し、樹洞に巣を作るため巣箱も利用する。伏せた植木鉢などに営巣することもある。
動物園などで飼育対象とされることもある。
日本では1997年（平成9年）7月22日から2014年（平成26年）3月31日まで販売された70円普通切手の意匠になった。
神奈川県茅ヶ崎市では「市の鳥」に制定している。